# Истмен, Кевин
Кевин Брукс Истмен (англ. Kevin Brooks Eastman; род. 30 мая 1962, Портленд, Мэн) — американский художник комиксов, издатель, писатель. Широкую известность получил благодаря созданию в соавторстве с Питером Лэрдом комиксов о Черепашках-ниндзя.
Один из двух основателей студии «Мираж». Также является владельцем и издателем журнала Heavy Metal.

## Биография
Истмен родился 30 мая 1962 года в Спрингвале штат Мэн.
Все своё детство он провел под влиянием комиксов, в особенности Джека Кирби, и беспрестанно рисовал — повсюду, где только было можно. Однажды, когда ему было 12-13 лет, его мать сказала фразу, которую он помнит и по сей день: «Боже, лучше тебе быть хорошим в этом деле, потому что ты не хорош больше нигде!» А вот отец был против его талантов и того, чтобы сын поступал в художественную школу. «Я знаю, ты любишь рисовать, но это бесполезно.» Он был старомоден, и предпочитал найти сыну «настоящую работу».
Но после окончания школы Кевин наплевал на всех, и поступил в Художественную школу Портленда. Только потому, что она была местной и доступной по средствам. Хотя, школа совсем не была направлена на обучение художника комиксов. Даже наоборот, там его усердно старались переучить. Однако Истмен решил, что он получит максимум полезного, что школа может дать и останется при своем мнении. После шести месяцев обучения он не смог оплатить следующий семестр и продолжил своё художественное обучение, посещая вечерние занятия, а в дневное время подрабатывая в морском ресторане. Летнее время, когда шел большой наплыв туристов, позволяло ему накопить достаточно денег, чтобы было легче продержаться зимой. Он продолжал приезжать на подработку в Мэн каждое лето, даже после выпуска первого номера о Черепашках.
В 1977 году, когда Кевин ещё учился в средней школе, он открыл для себя журнал «Heavy Metal». Через журнал он узнал о людях, ведущих небольшие печатные издательства. Он рассылал им свои ранние работы, так Кевин вышел на журнал Comix Wave, который и стал его первым издателем. За первую свою напечатанную работу Истмен получил 7 долларов.
В 1981 году во время работы в морском ресторане Кевин познакомился с официанткой, которая училась в Массачусетском Университете в Амхерсте, близ Нортгемптона. Летний сезон подошел к концу, денег на продолжение обучения не было, так что он отправился с ней. Там Истман узнал о ежемесячном журнале «Scat», публиковавшем комикс-стрипы независимых художников. Их офис находился в Нортгемптоне, так что Кевин взял свои работы, сел на автобус и отправился себя представить. Но оказалось, что журнал стал получать больше денег от местной рекламы, чем от публикации комиксов и сменил ориентацию. Так что Кевину сказали: «Мы уже больше не Scat, но ты можешь познакомиться с парнем по имени Питер Лэрд. Он рисует ту же дрянь, что и ты: женщин, пушки и уродливых созданий. Держи адрес!» Питер Лэрд жил в центре Нортгемптона.

## Черепашки Ниндзя
В 1983 году Истмен знакомится с Питером Лэрдом. На досуге вместе со своим новым другом он занимался рисованием комиксов, тщетно пытаясь найти издателя для своих работ. В 1984 году двое художников-самоучек Кевин Истмен и Питер Лэрд сидели у Питера дома перед телевизором и, от нечего делать, рисовали карикатуры. В тот памятный вечер Кевин нарисовал прямоходящую черепаху с нунчаками в лапах и назвал набросок «Черепаха-ниндзя». В мае 1984 года Истман и Лэрд на собственные деньги издали черно-белые комиксы «Черепашки-Ниндзя». Комикс был издан тиражом 3000 экземпляров и к 1985 году был трижды напечатан дополнительным тиражом. Он опять обратился к публикации работ как признанных художников, так и начинающих, что вдохнуло в издание новую силу.
После издания двух тиражей первого выпуска, Кевин уехал обратно в Портленд, на работу. А Лэрд вместе с женой, которую теперь ждала работа, окончательно переехали в Коннектикут. Тем временем, популярность комикса подтолкнула их с Питером на продолжение, но работать им пришлось за триста миль друг от друга, созваниваясь и переписываясь. Несколько раз Кевин совершал изнурительные долгие поездки к Питеру, они садились и работали вместе, а затем он уезжал обратно. Однако после окончания работы над вторым выпуском Кевин почувствовал успех и переехал в Коннектикут.

## Разногласия с Лэрдом и студия Tundra
В 1993 году Питер Лэрд выступил против дальнейшего расширения Студии «Mirage», Истман решил воспользоваться всем накопленным за эти годы опытом и принял участие в создании издательства «Tundra Comics», известное очень ценными комиксами от популярнейших авторов. Однако, «Tundra» стала слишком быстро расширяться, что в итоге послужило причиной её закрытия, и Истман потерял около $14 миллионов. В 1994 году в Массачусетсе Кевин основал Музей Слов и Изображений (Words and Pictures Museum), посвященный комиксам и подобной тематике.
В 2001 году Питер Лэрд выкупил у отошедшего от дел Кевина Истмана все права на интеллектуальную собственность, став единственным обладателем Черепашьего мира. А затем начал выпуск новой серии комиксов.

## Интересные факты
- Кевин Истман участвовал в соревновании «Комикс за 24 часа», по правилам которого за сутки нужно выполнить 24-страничный комикс. Он провалился, но продолжил работать над комиксом и после истечения срока. Его метод назвали «Вариантом Истмана» («Eastman Variation»).
- В 1991 году Кевин Истмен приобрёл журнал Heavy Metal.
- В мультсериале «Черепашки-ниндзя» 2003 часто появляются два полицейских, так авторы изобразили себя.

- Является фанатом группы Pantera.

## Личная жизнь
С 1995 по 2007 год женой Кевина Истмена была актриса Джули Стрэйн. У бывших супругов есть сын — Шейн Истмен (род. в июле 2006).